# Gdansk
Gdansk (pronunciado [gedansk]; en polaco: Gdańsk, pronunciado /'ɡdaɲsk/ (escucharⓘ); en alemán: Danzig, pronunciado /ˈdantsɪç/ⓘ; en casubio: Gduńsk; en latín y en español áurico: Gedania) es la sexta mayor ciudad de Polonia y la mayor ciudad portuaria de este país. Entre 1975 y 1998 fue capital del desaparecido voivodato de Gdansk y, desde 1998, es la capital del voivodato de Pomerania. En esta ciudad se encuentra el famoso astillero donde se fundó el sindicato Solidaridad. En español también es conocida tradicionalmente como Dánzig por la adaptación de su nombre en alemán y popularmente es llamada la «capital del ámbar».
Gdansk, junto con las ciudades vecinas de Gdynia y Sopot, constituyen un área metropolitana llamada en polaco Trójmiasto ("Trípoli", "Triciudad" o "Triple Ciudad").
Su nombre alemán es Danzig, nombre que fue oficial bajo el dominio de la Orden Teutónica (1308-1454) y en la época contemporánea entre 1793 y 1945. Tras la expulsión del ejército alemán de la ciudad durante la II Guerra Mundial, la ciudad pasó a estar bajo la administración del Ejército Rojo en un primer momento y, más tarde, pasó a formar parte del territorio de la República Popular de Polonia, a la que perteneció hasta la caída del telón de acero en los años 1990, cuando este Estado cambió su nombre por el de República de Polonia (Rzeczpospolita Polska), a la cual pertenece actualmente.
En 2019 le fue concedido el Premio Princesa de Asturias de la Concordia.

## Historia

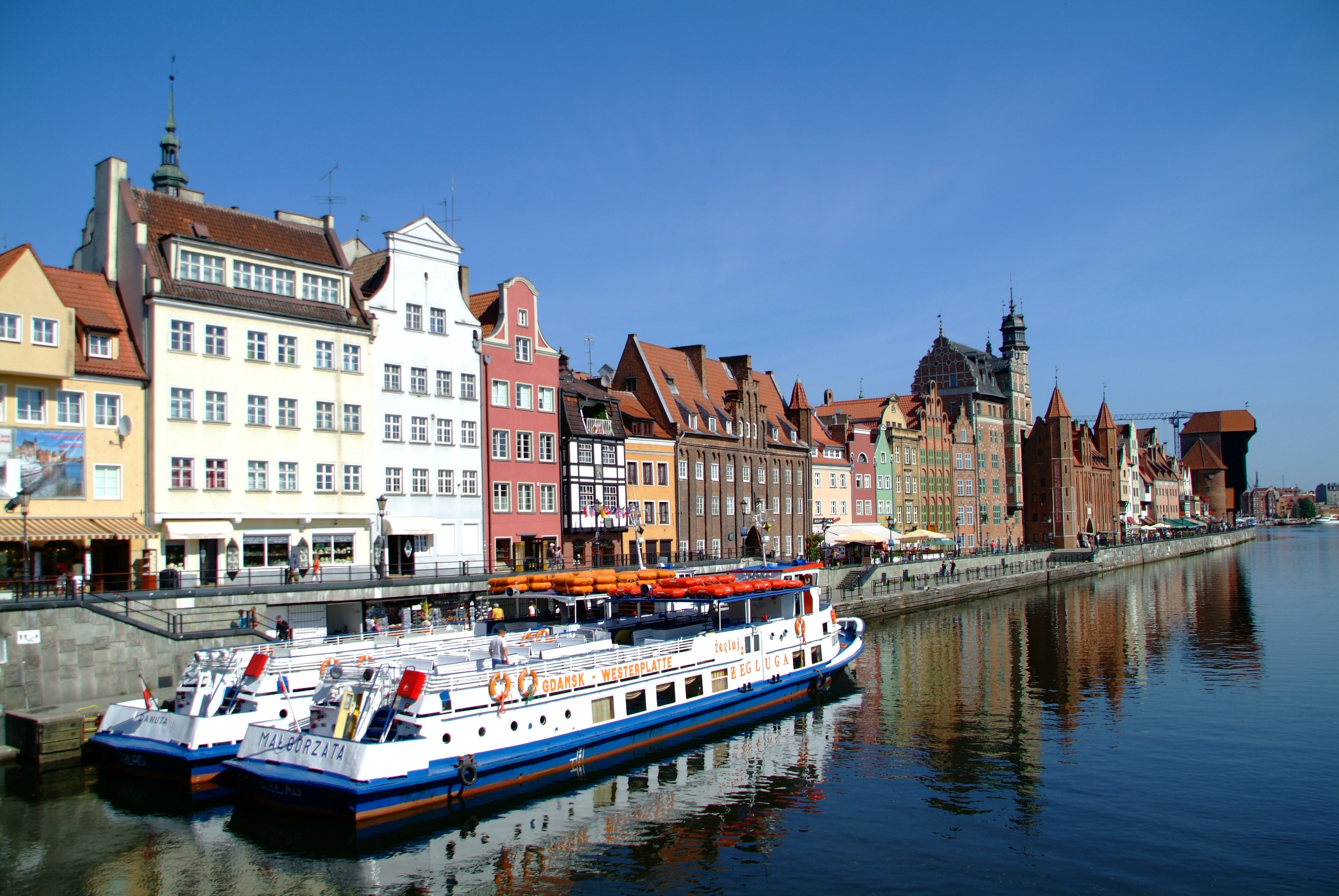
Río Motlava a su paso por el puerto histórico de Dánzig.

Fue una importante ciudad hanseática en la Edad Media.
Los primeros asentamientos se asocian con la cultura de Wielbark. En el año 980, una fortaleza fue construida probablemente por Miecislao I de Polonia, conectando el reino polaco gobernado por la dinastía Piast con las rutas comerciales del mar Báltico. El primer registro escrito de esta fortaleza está documentado en la vita de Adalberto de Magdeburgo, escrita en el año 999, la cual describe los acontecimientos de 997. Esta fecha en general es considerada como la fundación de Gdansk en Polonia.
Era un centro principal del crucial comercio báltico en el siglo XVII, cuando la ciudad contaba con unos sesenta y cinco mil habitantes. Concentraba la exportación de centeno, la principal mercancía del comercio regional que suponía,  a la sazón, un tercio del de toda Europa. Por entonces la ciudad exportaba cereal por valor de siete millones de florines neerlandeses e importaba unos cuatro millones en especias y productos coloniales. Un sesenta por ciento de los barcos que llegaban a comerciar al Báltico atracaban en este puerto, al que llegaron en media mil doscientos de ellos entre 1615 y 1628.
Dánzig fue anexionado al Reino de Prusia en 1793, tras la llamada Segunda Partición de Polonia. Un intento de revuelta estudiantil contra Prusia dirigido por Gottfried Benjamin Bartholdi fue aplastado rápidamente por las autoridades en 1797. Durante la era de Napoleón la ciudad obtuvo la condición de Estado semiautónomo (1807-1814).
En 1815, tras la derrota de Francia en las guerras napoleónicas, de nuevo pasa a ser parte de Prusia y se convertirá en la capital de la región (Regierungsbezirk Danzig) dentro de la provincia de Prusia Occidental. El presidente que más tiempo estuvo en el cargo fue Robert von Blumenthal, quién ejerció desde 1841, durante las revoluciones de 1848, hasta 1863. Con la unificación de Alemania bajo la hegemonía prusiana, la ciudad pasaría a ser parte de la Alemania Imperial (Imperio alemán) en 1871, donde se mantuvo hasta 1919, tras de la derrota de Alemania en Primera Guerra Mundial.

### Periodo de entreguerras y Segunda Guerra Mundial
Cuando Polonia recuperó su independencia tras la Primera Guerra Mundial, con acceso al mar como habían prometido los Aliados, con base en los Catorce Puntos de Woodrow Wilson (el decimotercer punto pedía "un Estado polaco independiente", "el cual tendría que tener asegurado un acceso libre y seguro al mar"), los polacos también esperaban que el puerto de la ciudad pasara a ser parte de Polonia.
Sin embargo, al final —dado que los alemanes eran mayoría en la ciudad (85 %), y los polacos minoría (15 %) (en el censo de 1923, 7896 personas de 335.921 declaraban al polaco, el casubio o masurio como su lengua materna)— la ciudad no fue entregada a Polonia. En cambio, de acuerdo con los términos del Tratado de Versailles, la ciudad pasa a ser la Ciudad Libre de Dánzig (en alemán: Freie Stadt Danzig), un Estado semiautónomo bajo el auspicio de la Sociedad de las Naciones con sus relaciones exteriores en gran parte bajo control polaco, aunque sin ningún referéndum que legitimase la pérdida de la ciudad por parte de Alemania. Los derechos de Polonia también incluyeron el libre uso del puerto, una oficina de correos polaca, un cuartel polaco en el distrito de Westerplatte, y un acuerdo aduanero con Polonia. Esto condujo a una tensión considerable entre la ciudad y la Segunda República de Polonia. La Ciudad Libre tuvo su propia Constitución, himno nacional, Parlamento (Volkstag), y gobierno (Senat). Expedía sus sellos propios, así como su moneda, el gulden de Dánzig.
A principios de la década de los treinta, el Partido Nazi local aprovechó el sentimiento proalemán en la ciudad alcanzando en 1933 el 50 % de votos en el Parlamento, consiguiendo después el gobierno de la ciudad, bajo el mandato del gauleiter Albert Forster, el cual era todavía en teoría supervisado por el Alto Comisariado de la Liga de Naciones. El gobierno alemán reclamó oficialmente el regreso de Dánzig a Alemania junto con una carretera a través del área del Corredor polaco para conectarla por tierra con resto de Alemania. Esta fue una de las verdaderas causas por las que Alemania invade Polonia en 1939.
La ciudad sufrió duras incursiones aéreas tanto por parte de los aliados como soviéticas. Quienes sobrevivieron y no podían escapar tuvieron que afrontar el Ejército soviético, el cual capturó la ciudad fuertemente destruida el 30 de marzo de 1945, seguido por violaciones a gran escala y saqueos. En la línea con las decisiones tomadas por los Aliados en las conferencias de Yalta y Potsdam, la ciudad fue anexionada por Polonia.
Al finalizar la Segunda Guerra Mundial, las tropas soviéticas destrozaron la ciudad (en un 90 %) y expulsaron a unos 120 000 habitantes alemanes de sus casas al actual territorio alemán. La ciudad se repobló entonces con polacos, principalmente de las regiones del este del país que habían sido anexionadas, a su vez, por la Unión Soviética. Todos los nombres alemanes de calles, edificios, distritos, se cambiaron a nombres polacos. Así, por ejemplo, la principal calle peatonal del centro, Langemarkt, pasó a llamarse Długi Targ.
Su casco antiguo fue reconstruido por los nuevos pobladores durante los años posteriores a la guerra. Alemanes, polacos, flamencos, hebreos, escoceses y neerlandeses dejaron su huella arquitectónica, que se refleja significativamente en el casco antiguo.

## Geografía y clima
La ciudad se sitúa en la costa sur del golfo de Gdansk (en el mar Báltico) y, con su población de unos 460 000 habitantes (2002), es la ciudad principal de la provincia histórica de Pomerania Oriental y la región étnica de Casubia.
Tiene un clima ubicado entre el oceánico de Europa del oeste y el continental de Europa del este. Los inviernos son fríos y nubosos y los veranos templados, con posibles tormentas y lluvias esporádicas. La temperatura oscila entre -1.4 Y 17.7 °C.
| Parámetros climáticos promedio de Gdansk (normales 1991–2020) | Parámetros climáticos promedio de Gdansk (normales 1991–2020) | Parámetros climáticos promedio de Gdansk (normales 1991–2020) | Parámetros climáticos promedio de Gdansk (normales 1991–2020) | Parámetros climáticos promedio de Gdansk (normales 1991–2020) | Parámetros climáticos promedio de Gdansk (normales 1991–2020) | Parámetros climáticos promedio de Gdansk (normales 1991–2020) | Parámetros climáticos promedio de Gdansk (normales 1991–2020) | Parámetros climáticos promedio de Gdansk (normales 1991–2020) | Parámetros climáticos promedio de Gdansk (normales 1991–2020) | Parámetros climáticos promedio de Gdansk (normales 1991–2020) | Parámetros climáticos promedio de Gdansk (normales 1991–2020) | Parámetros climáticos promedio de Gdansk (normales 1991–2020) | Parámetros climáticos promedio de Gdansk (normales 1991–2020) |
| Mes                                                           | Ene.                                                          | Feb.                                                          | Mar.                                                          | Abr.                                                          | May.                                                          | Jun.                                                          | Jul.                                                          | Ago.                                                          | Sep.                                                          | Oct.                                                          | Nov.                                                          | Dic.                                                          | Anual                                                         |
| ------------------------------------------------------------- | ------------------------------------------------------------- | ------------------------------------------------------------- | ------------------------------------------------------------- | ------------------------------------------------------------- | ------------------------------------------------------------- | ------------------------------------------------------------- | ------------------------------------------------------------- | ------------------------------------------------------------- | ------------------------------------------------------------- | ------------------------------------------------------------- | ------------------------------------------------------------- | ------------------------------------------------------------- | ------------------------------------------------------------- |
| Temp. máx. abs. (°C)                                          | 13.4                                                          | 18.1                                                          | 24.5                                                          | 30.6                                                          | 32.3                                                          | 34.6                                                          | 36.0                                                          | 35.8                                                          | 31.7                                                          | 28.1                                                          | 21.1                                                          | 13.7                                                          | 36                                                            |
| Temp. máx. media (°C)                                         | 1.7                                                           | 2.9                                                           | 6.6                                                           | 12.1                                                          | 16.8                                                          | 20.4                                                          | 22.6                                                          | 22.9                                                          | 18.5                                                          | 12.7                                                          | 6.7                                                           | 3.1                                                           | 12.3                                                          |
| Temp. media (°C)                                              | -1.4                                                          | -0.8                                                          | 1.8                                                           | 6.9                                                           | 11.9                                                          | 15.5                                                          | 17.7                                                          | 17.3                                                          | 12.9                                                          | 8.0                                                           | 3.4                                                           | 0.1                                                           | 7.7                                                           |
| Temp. mín. media (°C)                                         | -3.3                                                          | -2.7                                                          | -0.4                                                          | 3.6                                                           | 8.1                                                           | 11.6                                                          | 14.2                                                          | 13.9                                                          | 10.4                                                          | 5.8                                                           | 1.9                                                           | -1.6                                                          | 5.1                                                           |
| Temp. mín. abs. (°C)                                          | -27.4                                                         | -29.8                                                         | -22.8                                                         | -7.7                                                          | -4.3                                                          | -0.5                                                          | 2.1                                                           | 4.4                                                           | -1.9                                                          | -7.0                                                          | -16.9                                                         | -23.3                                                         | -29.8                                                         |
| Precipitación total (mm)                                      | 28.5                                                          | 23.7                                                          | 27.5                                                          | 32.0                                                          | 53.3                                                          | 58.8                                                          | 79.4                                                          | 70.0                                                          | 64.5                                                          | 54.8                                                          | 42.6                                                          | 36.0                                                          | 571.0                                                         |
| Días de precipitaciones (≥ 0.1 mm)                            | 16.67                                                         | 14.25                                                         | 14.03                                                         | 11.43                                                         | 13.07                                                         | 14.03                                                         | 13.43                                                         | 14.03                                                         | 12.40                                                         | 15.27                                                         | 15.93                                                         | 17.97                                                         | 172.51                                                        |
| Horas de sol                                                  | 39                                                            | 70                                                            | 134                                                           | 163                                                           | 244                                                           | 259                                                           | 236                                                           | 225                                                           | 174                                                           | 105                                                           | 45                                                            | 32                                                            | 1726                                                          |
| Humedad relativa (%)                                          | 87.7                                                          | 85.9                                                          | 82.5                                                          | 75.5                                                          | 71.6                                                          | 72.2                                                          | 74.7                                                          | 78.1                                                          | 82.6                                                          | 84.6                                                          | 89.1                                                          | 89.8                                                          | 81.2                                                          |
| Fuente n.º 1: Institute of Meteorology and Water Management   |                                                               |                                                               |                                                               |                                                               |                                                               |                                                               |                                                               |                                                               |                                                               |                                                               |                                                               |                                                               |                                                               |
| Fuente n.º 2: meteomodel.pl                                   |                                                               |                                                               |                                                               |                                                               |                                                               |                                                               |                                                               |                                                               |                                                               |                                                               |                                                               |                                                               |                                                               |

## Deporte
El deporte estrella en Gdansk es el fútbol, representado en la Ekstraklasa (Primera División) de la liga polaca de fútbol por el Lechia Gdansk, que disputa sus partidos como local en el Arena Gdansk. Este estadio fue uno de los que acogieron los partidos de la Eurocopa 2012. También cuenta con otros modestos clubes como el GKS Gedania 1922 y el Polonia Gdańsk.
Otros equipos importantes son el Trefl Gdańsk (voleibol masculino) y el Wybrzeże Gdańsk (ganador en diez ocasiones de la Polish Ekstraklasa de balonmano), que también cuenta con un equipo amateur de speedway, uno de los más importantes del país y del continente. También destaca el equipo de fútbol americano Seahawks Trójmiasto, que aunque la sede se encuentra en Gdynia, juega sus partidos en el PGE Arena.
| Equipo             | Deporte | Competición    | Estadio           | Creación |
| ------------------ | ------- | -------------- | ----------------- | -------- |
| Lechia Gdańsk      | Fútbol  | Ekstraklasa    | Arena Gdansk      | 1945     |
| GKS Gedania 1922   | Fútbol  | IV Liga        | Gedania Gdańsk    | 1945     |
| SKS Polonia Gdańsk | Fútbol  | Klasa okręgowa | Stadion Piłkarski | 1945     |

## Patrimonio

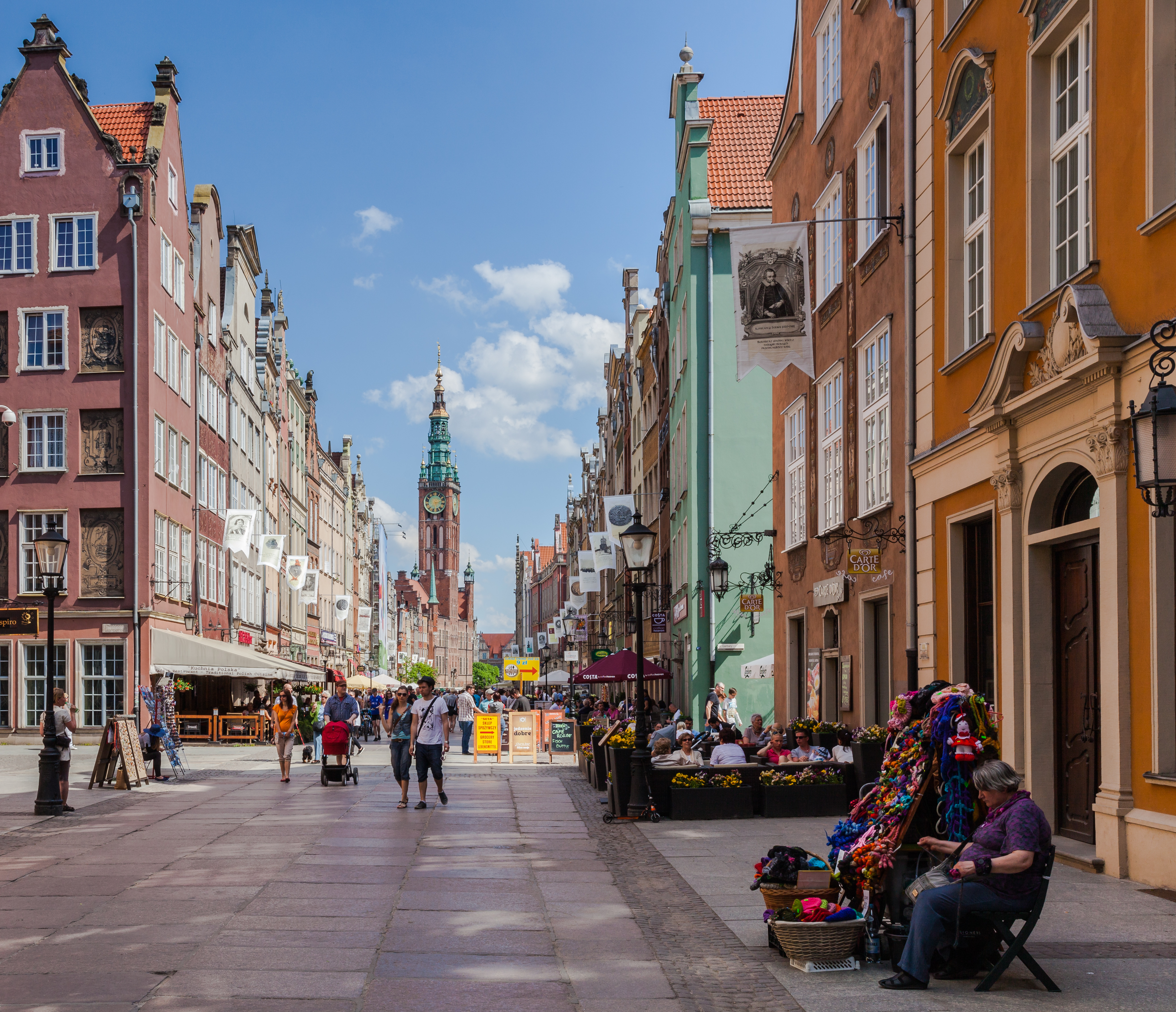
Ayuntamiento Principal, Gdansk.

Los monumentos más importantes de la ciudad son: Jan Sobieski III, una figura del rey Jan Sobieski III montado a lomos de su caballo; Długa, una calle antigua de la ciudad; Ratusz Gdański, el ayuntamiento de la ciudad; la Fuente de Neptuno, y Żuraw Gdański, un hermoso elevador de madera situado a orillas del río.
Gdansk tiene varias iglesias históricas: Santa Brígida, Santa Catalina, San Juan, Santa María (Bazylika Mariacka) y San Nicolás.
Las partes históricas de Gdańsk incluyen la ciudad principal y el casco antiguo de Gdańsk, Westerplatte y Oliwa.
- Basílica de la Santísima Trinidad, la Virgen María y San Bernardo
- Corte de Artus
- Ayuntamiento del Casco Antiguo
- Puerta Verde[28]
- Puerta Dorada[29]
- Puerta de Santa María
- Torre de Jacinto
- La Casa en el Banco
- Casa de los Tres Predicadores
- Gran Arsenal
- Gran Molino
- Casa Dorada[30]
- Casa de Uphagen[31]
- Casa de los Abades Pelplin
- Calle Largo del Mercado (Ulica Długi Targ)
- Calle Mariacka[32]
- Juicio Final[33] de Hans Memling
- Monumento a los trabajadores del astillero caídos en 1970
- Centro Europeo de Solidarność
- Filarmónica Polaca Báltica

## Educación

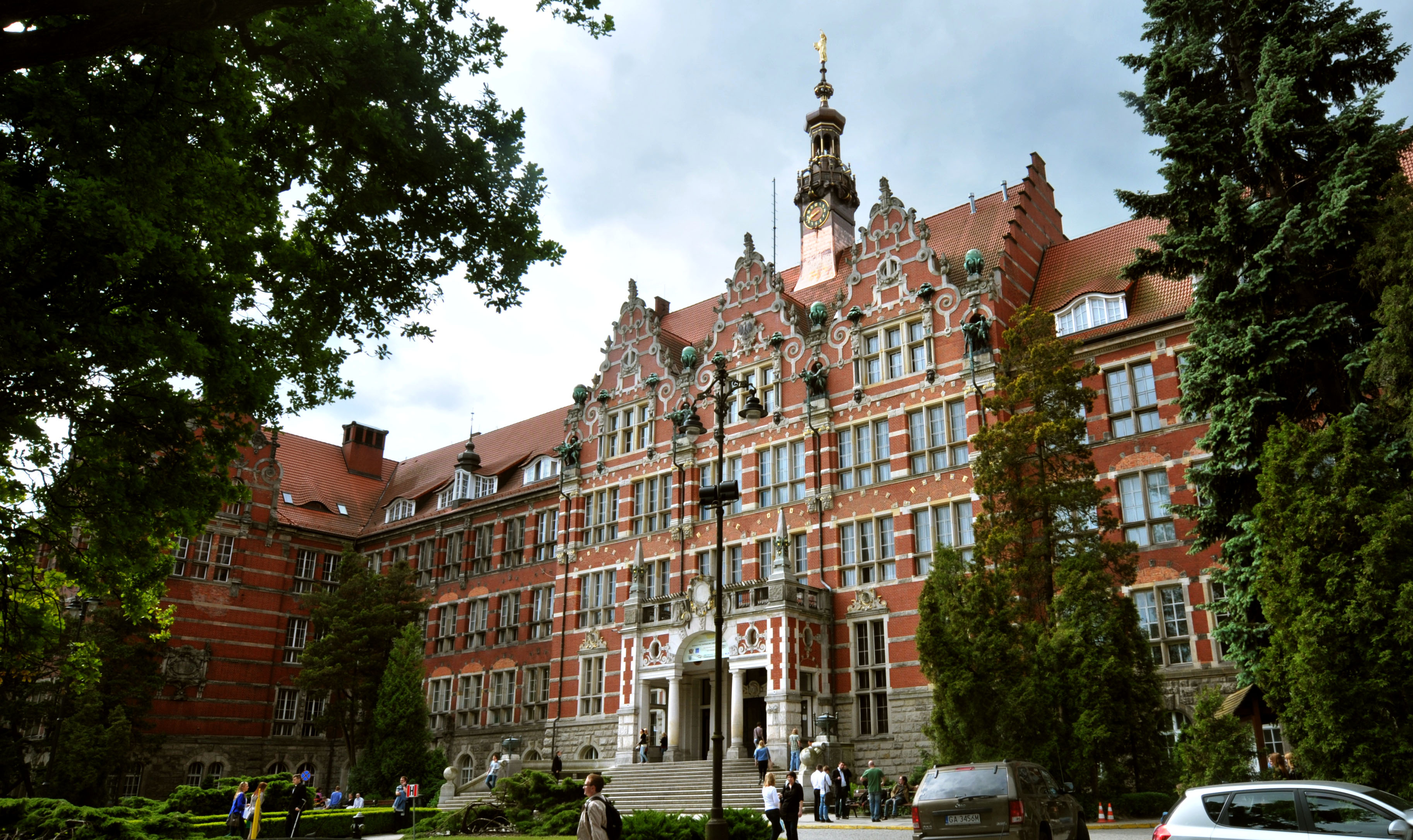
Universidad Tecnológica de Gdansk

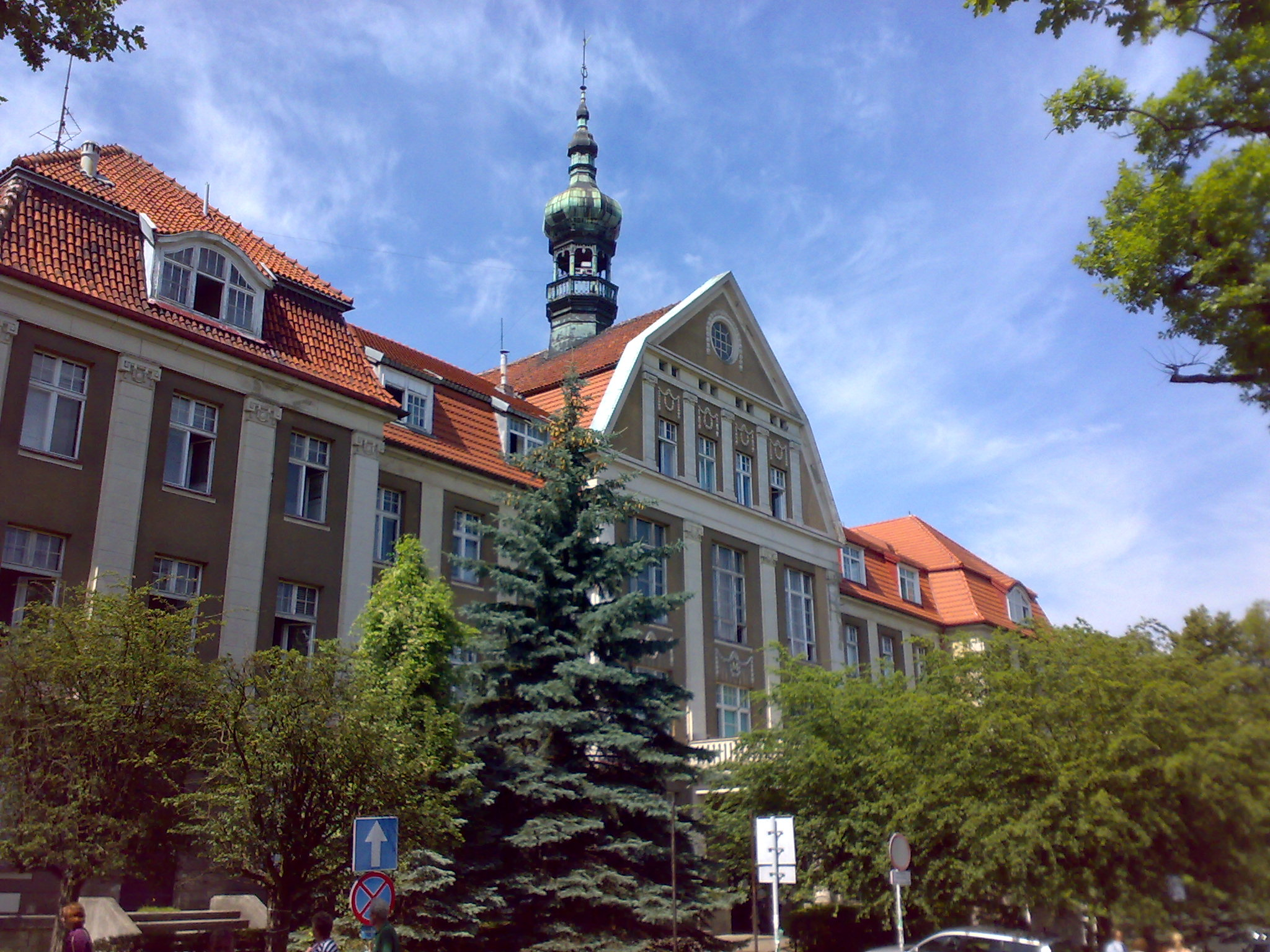
Universidad Médica de Gdansk

La ciudad cuenta con 14 centros de enseñanza superior incluyendo 3 universidades.
- Universidad de Gdansk (Uniwersytet Gdański)
- Universidad Tecnológica de Gdansk (Politechnika Gdańska)
- Universidad Médica de Gdansk (Gdański Uniwersytet Medyczny)
- Academia de educación física y deportes de Gdansk (Akademia Wychowania Fizycznego i Sportu im. Jędrzeja Śniadeckiego)
- Academia Musical (Akademia Muzyczna im. Stanisława Moniuszki)
- Academia de Artes (Akademia Sztuk Pięknych)[34]
- Instytut Budownictwa Wodnego PAN
- Ateneum – Szkoła Wyższa
- Gdańska Wyższa Szkoła Humanistyczna
- Gdańska Wyższa Szkoła Administracji
- Wyższa Szkoła Bankowa
- Wyższa Szkoła Społeczno-Ekonomiczna
- Wyższa Szkoła Turystyki i Hotelarstwa w Gdańsku
- Wyższa Szkoła Zarządzania

## Relaciones internacionales
Gdańsk está hermanada con las siguientes ciudades internacionales:[en orden cronológico]
- Bremen, Alemania (desde 1976)[35][36]
- Turku, Finlandia (desde 1987)[35]
- Barcelona, España (desde 1990)[35][37]
- Cleveland, Ohio, Estados Unidos (desde 1990)[35][38]
- Kalmar, Suecia (desde 1991)[35]
- Helsingør, Dinamarca (desde 1992)[35]
- Marsella, Francia (desde 1992)[35]
- Rouen, Francia (desde 1992)[35]
- Kaliningrado, Rusia (desde 1993)[35]
- Sefton, Inglaterra, Reino Unido (desde 1993)[35]
- San Petersburgo, Rusia (desde 1993)[35][39]
- Astaná, Kazajistán (desde 1996)[35]
- Odesa, Ucrania (desde 1996)[35]
- Róterdam, Países Bajos (desde 1998)[35]
- Vilnius, Lituania (desde 1998)[35]
- Niza, Francia (desde 1999)[35][40]
- Shanghái, China (desde 2004)[35]
- Palermo, Italia (desde 2005)[35]
- Las Palmas de Gran Canaria, España (desde 2011)[41]

Además, mantiene un acuerdo de colaboración con:
- Le Havre, Francia[42]

## Galería

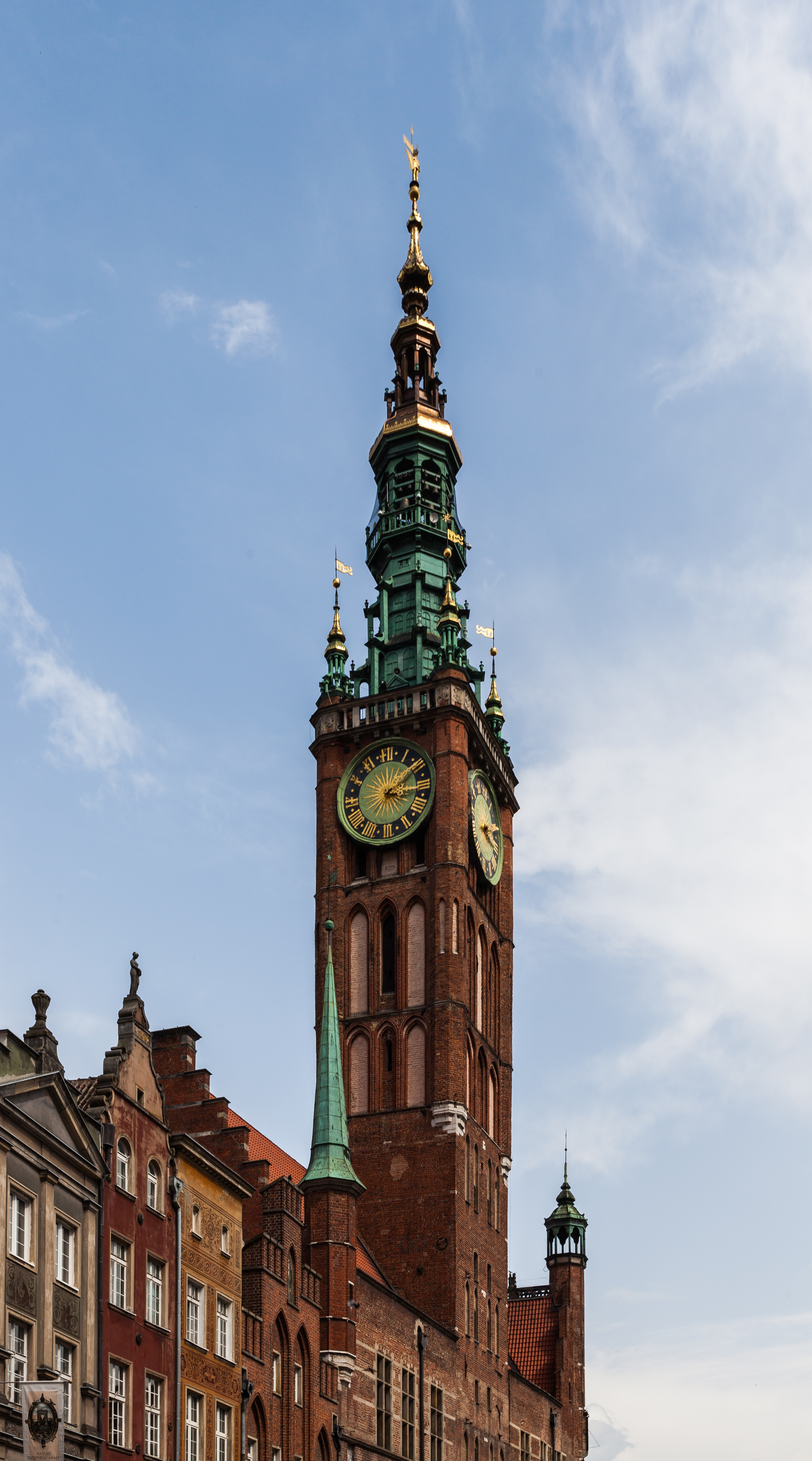
Ayuntamiento.
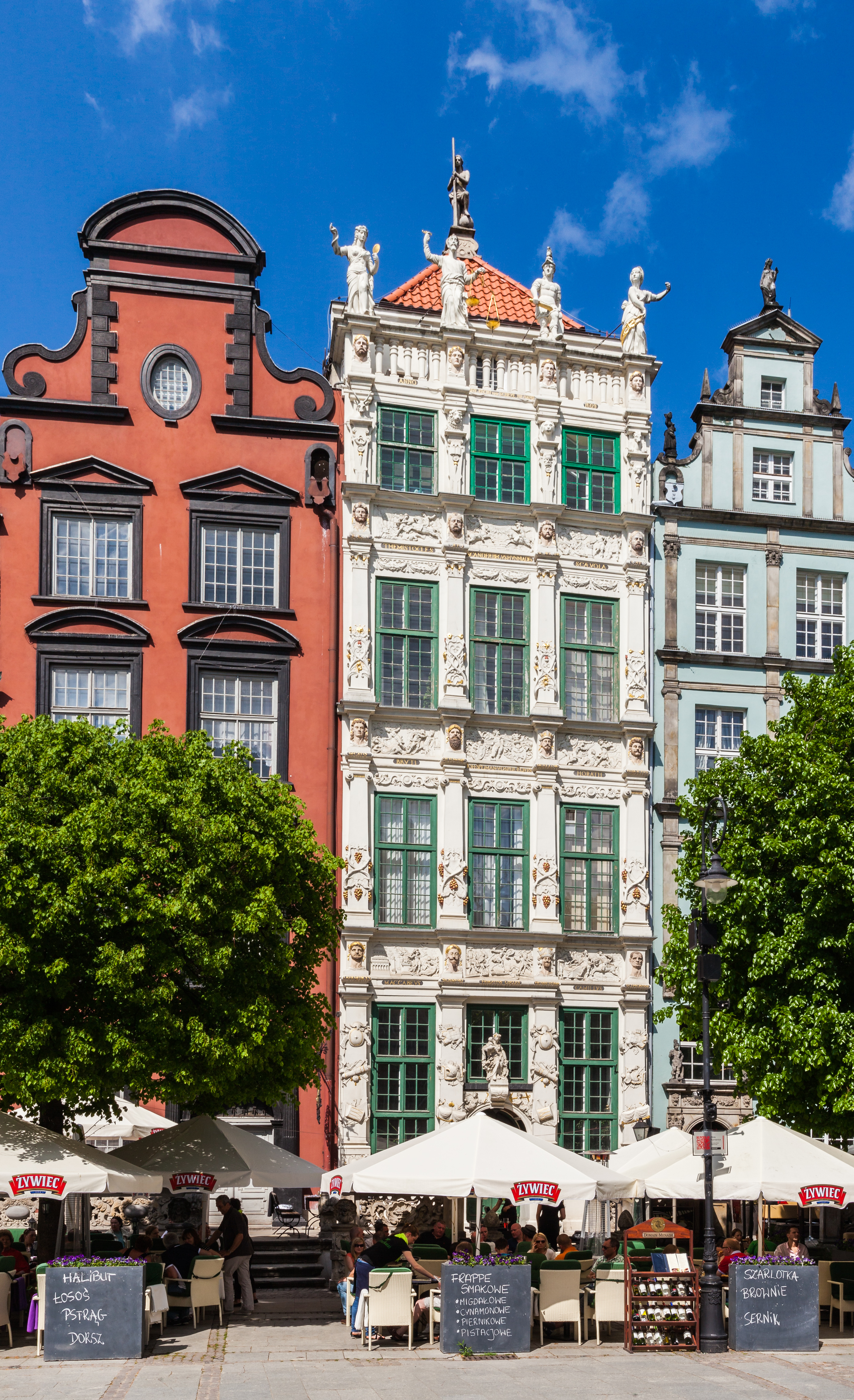
Casa Dorada.
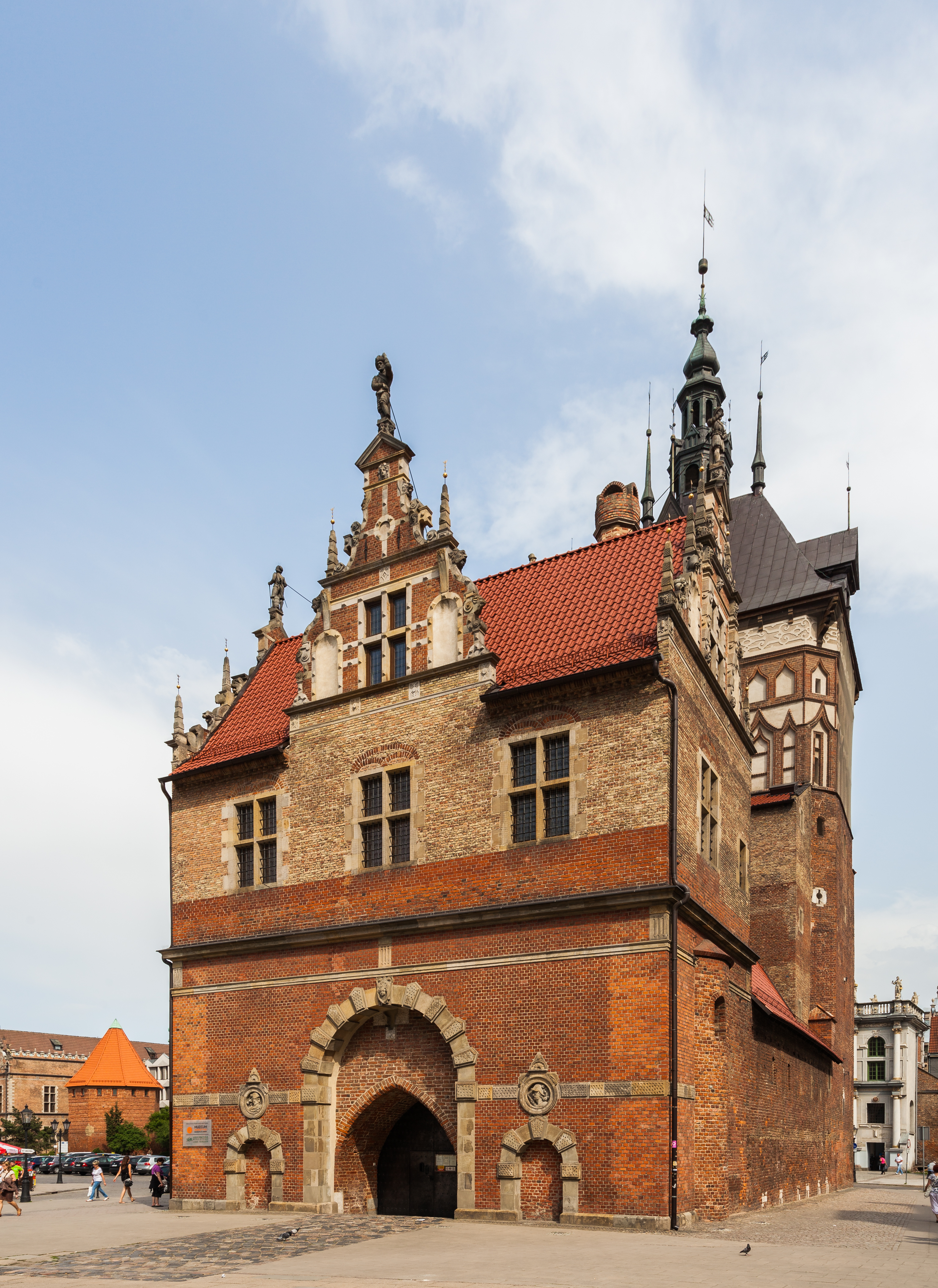
Casa de las Torturas.
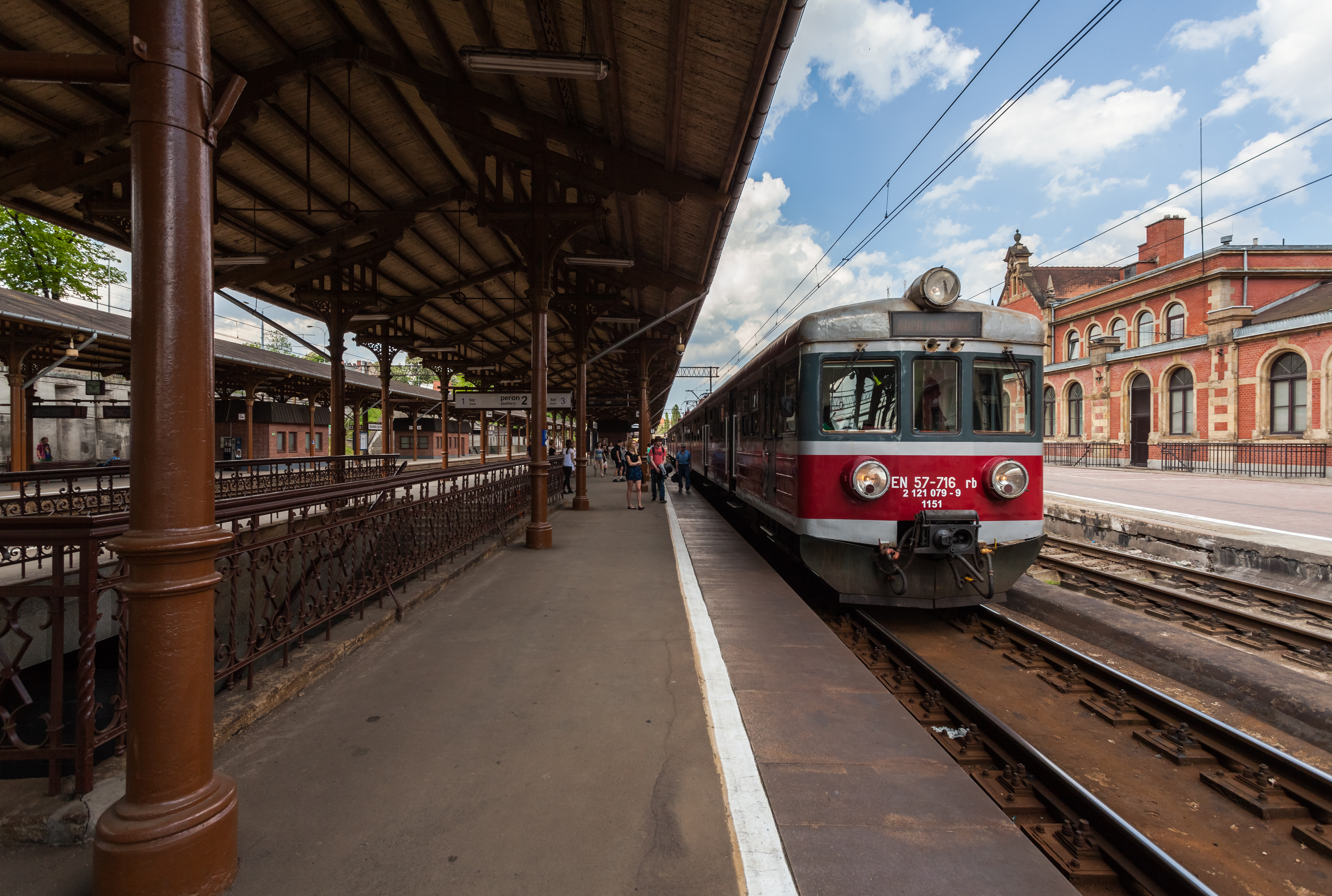
Estación de FF.CC.
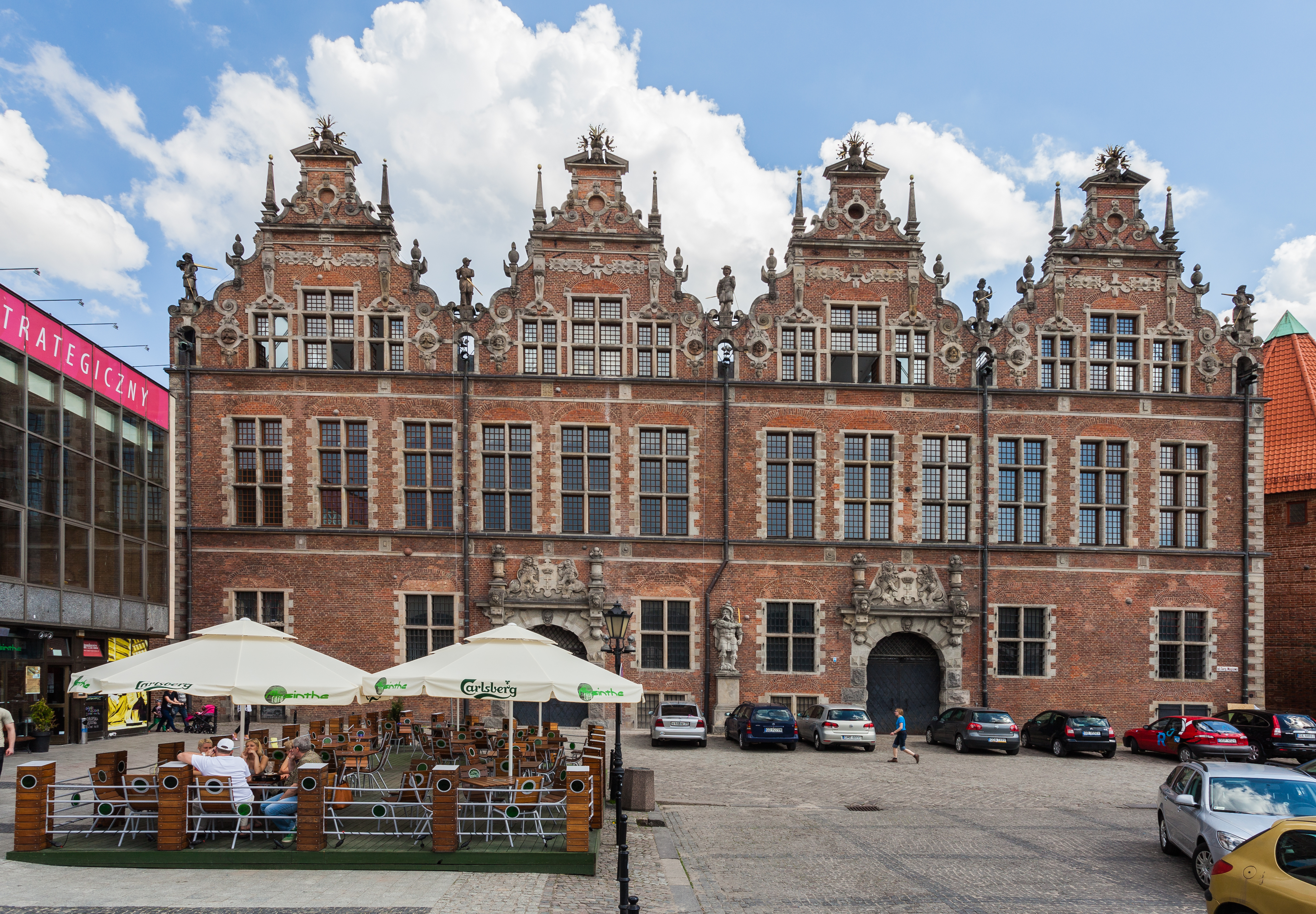
Gran Armería.
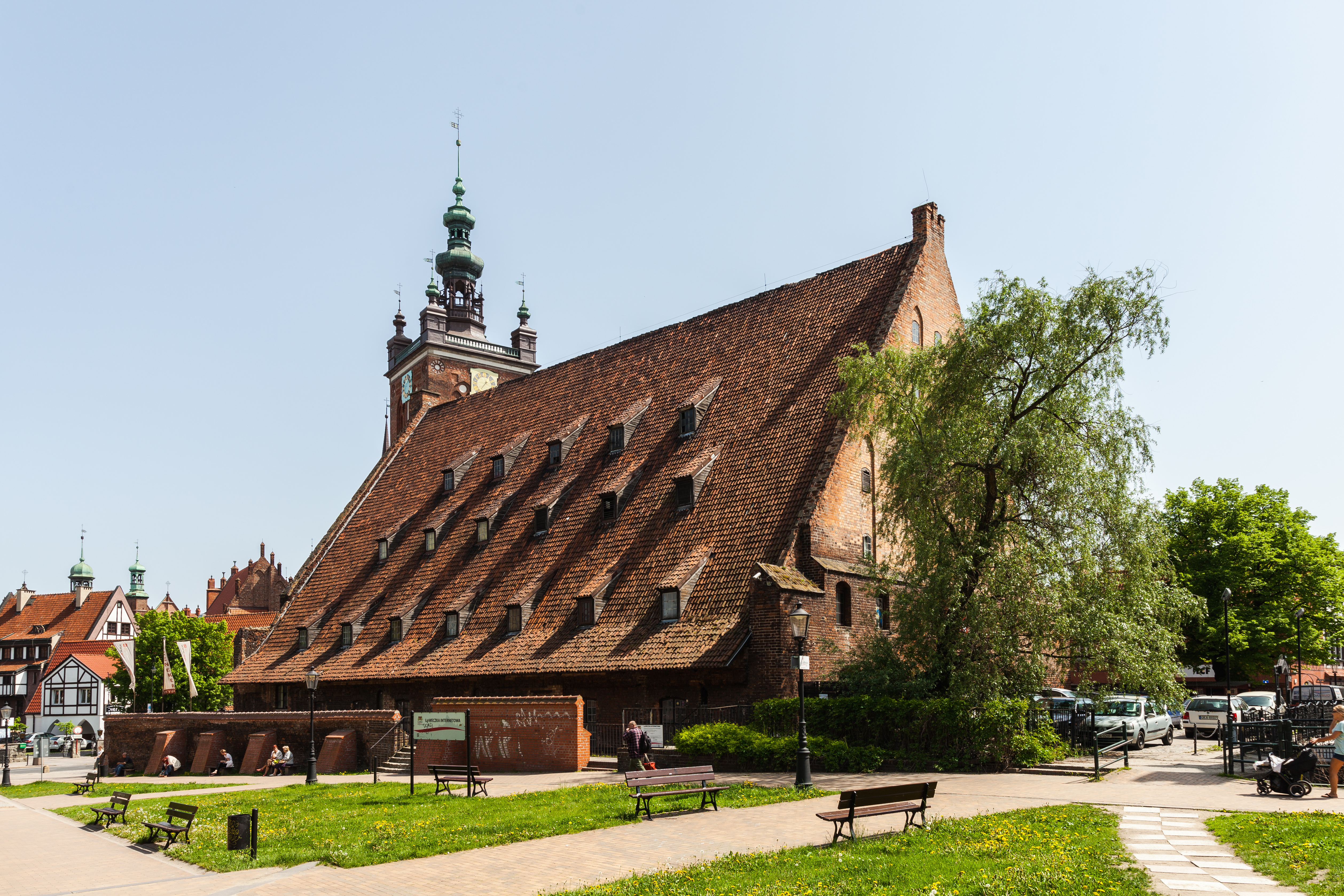
Gran Molino.
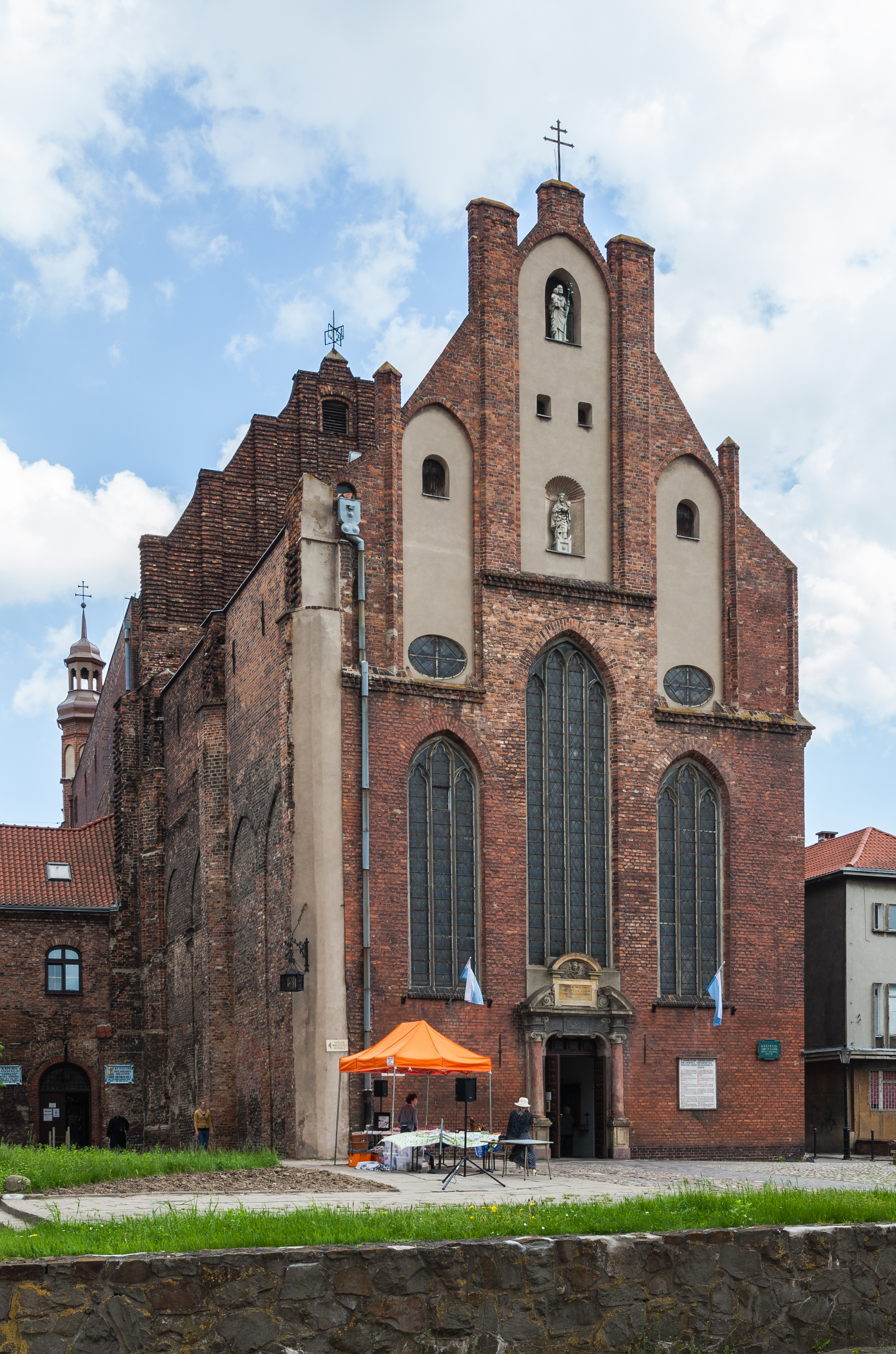
Iglesia de San José.
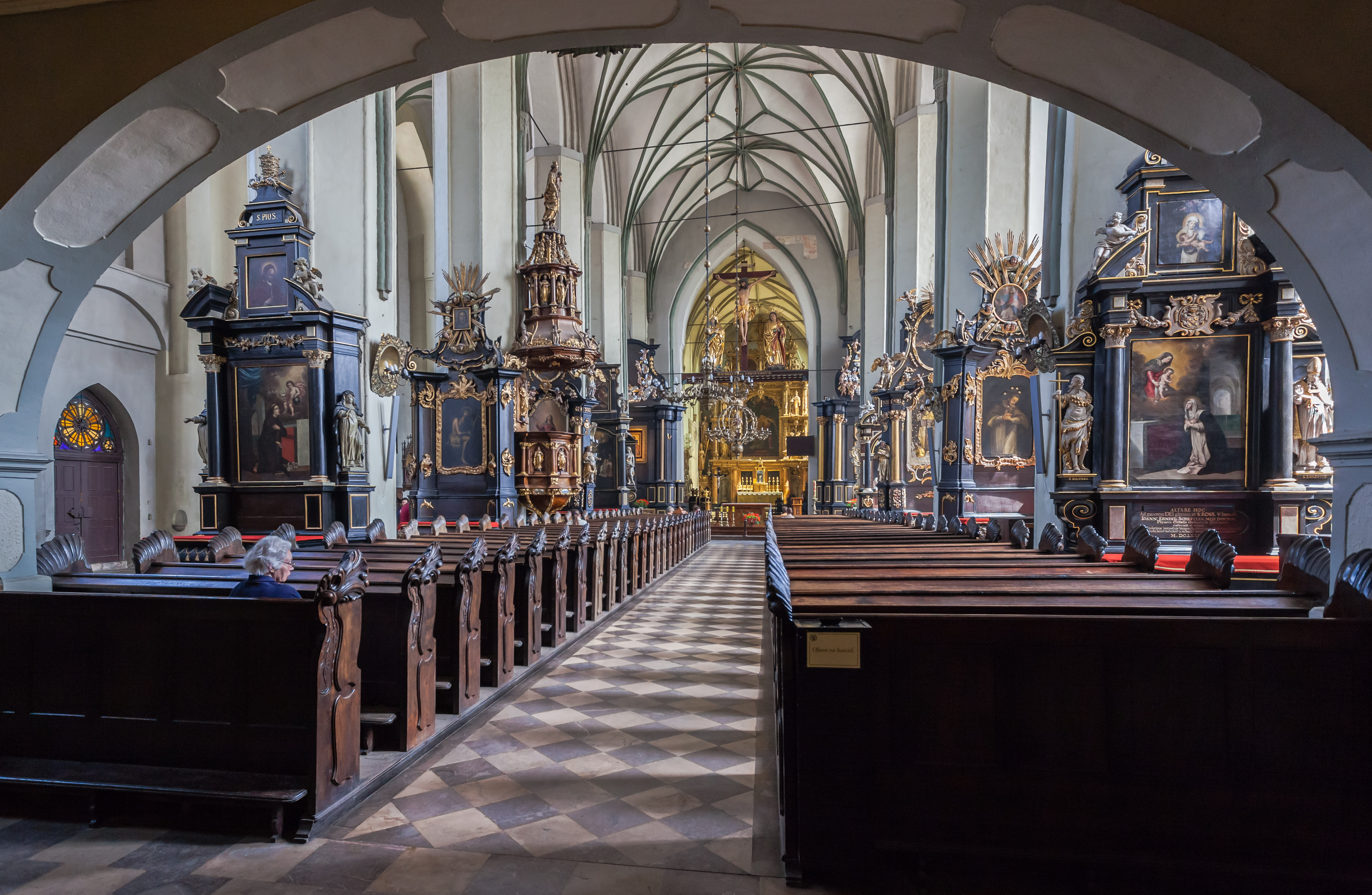
Iglesia de San Nicolás.
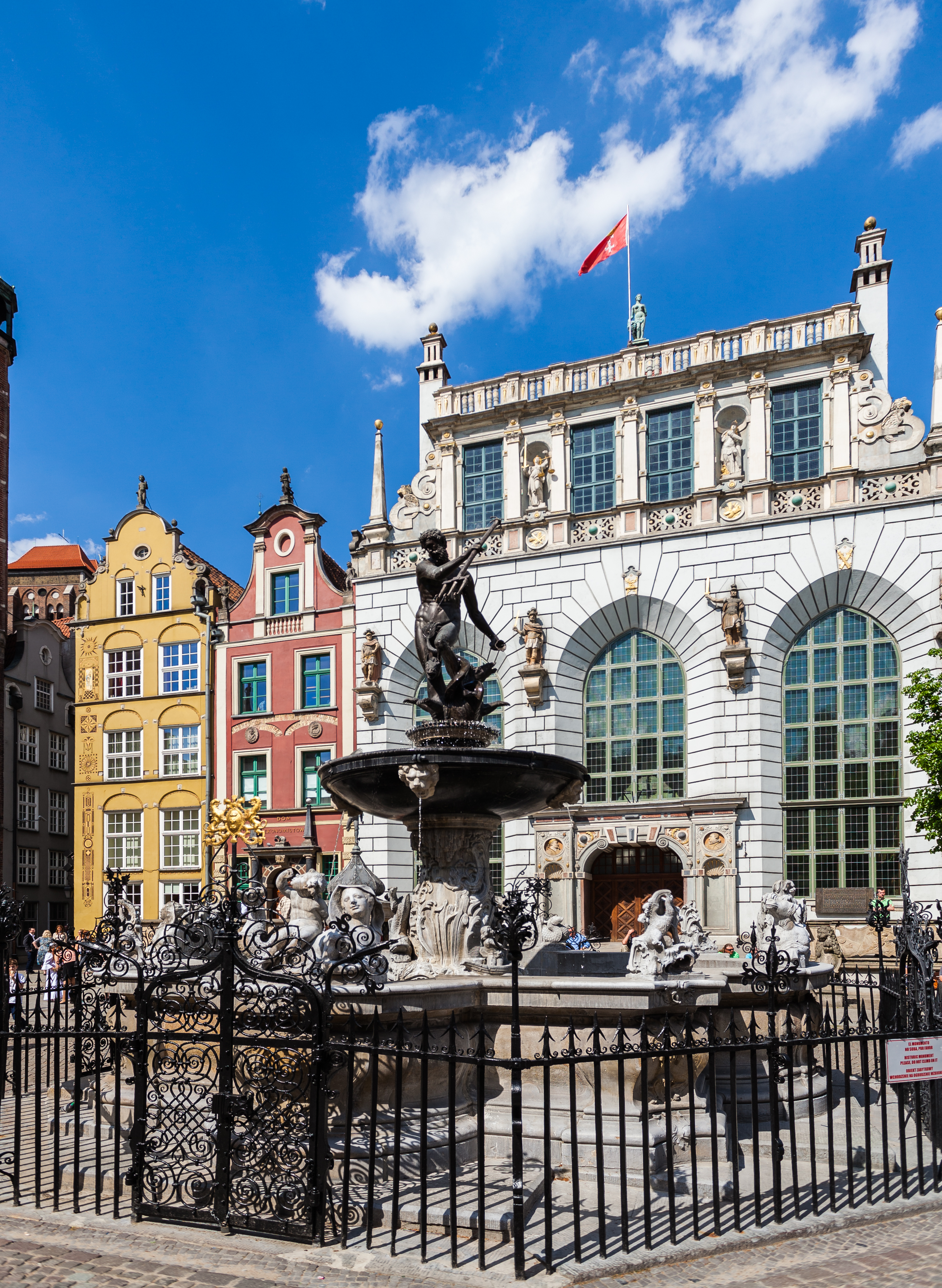
Fuente de Neptuno y la Corte de Arturo.
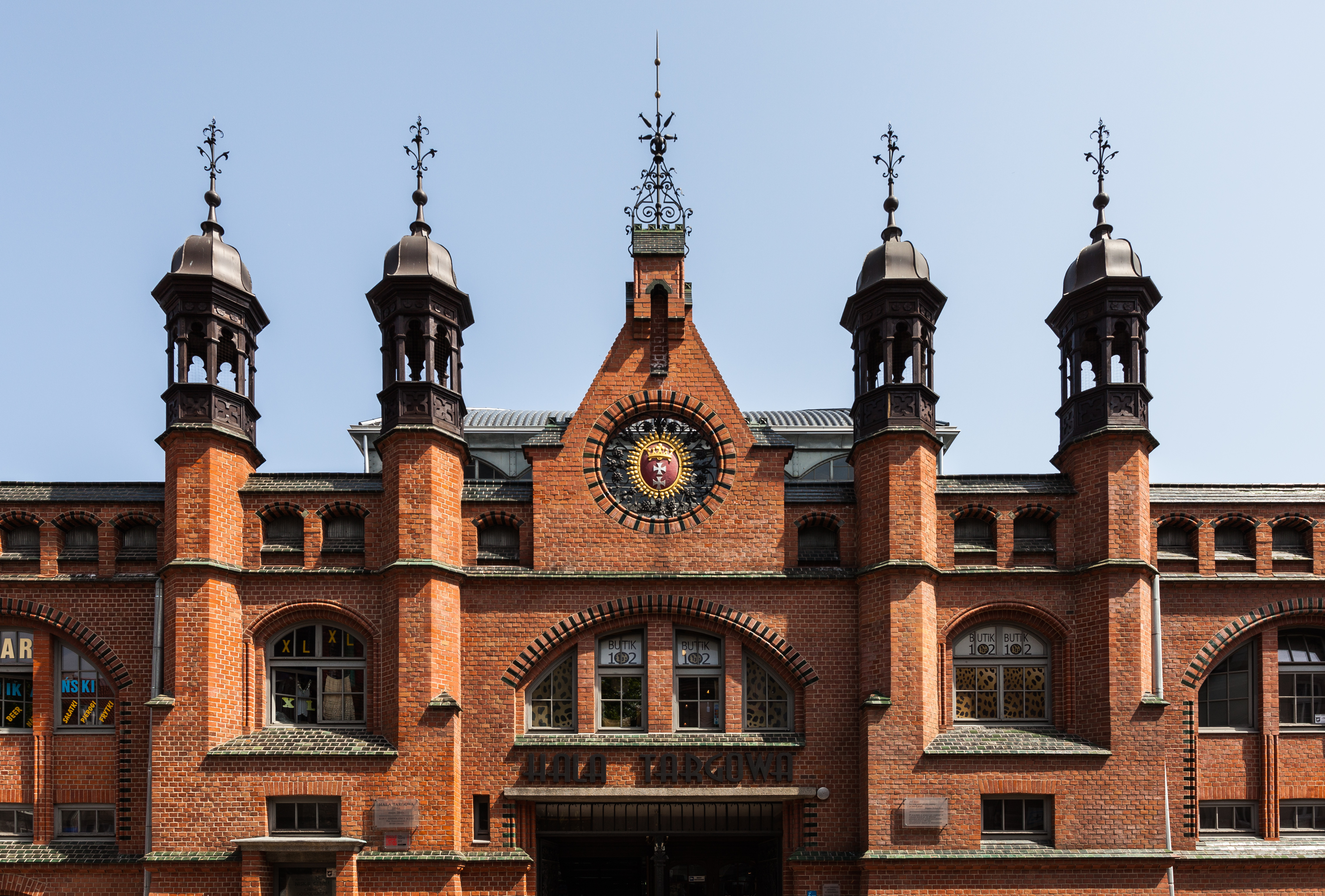
Mercado de Gdansk.
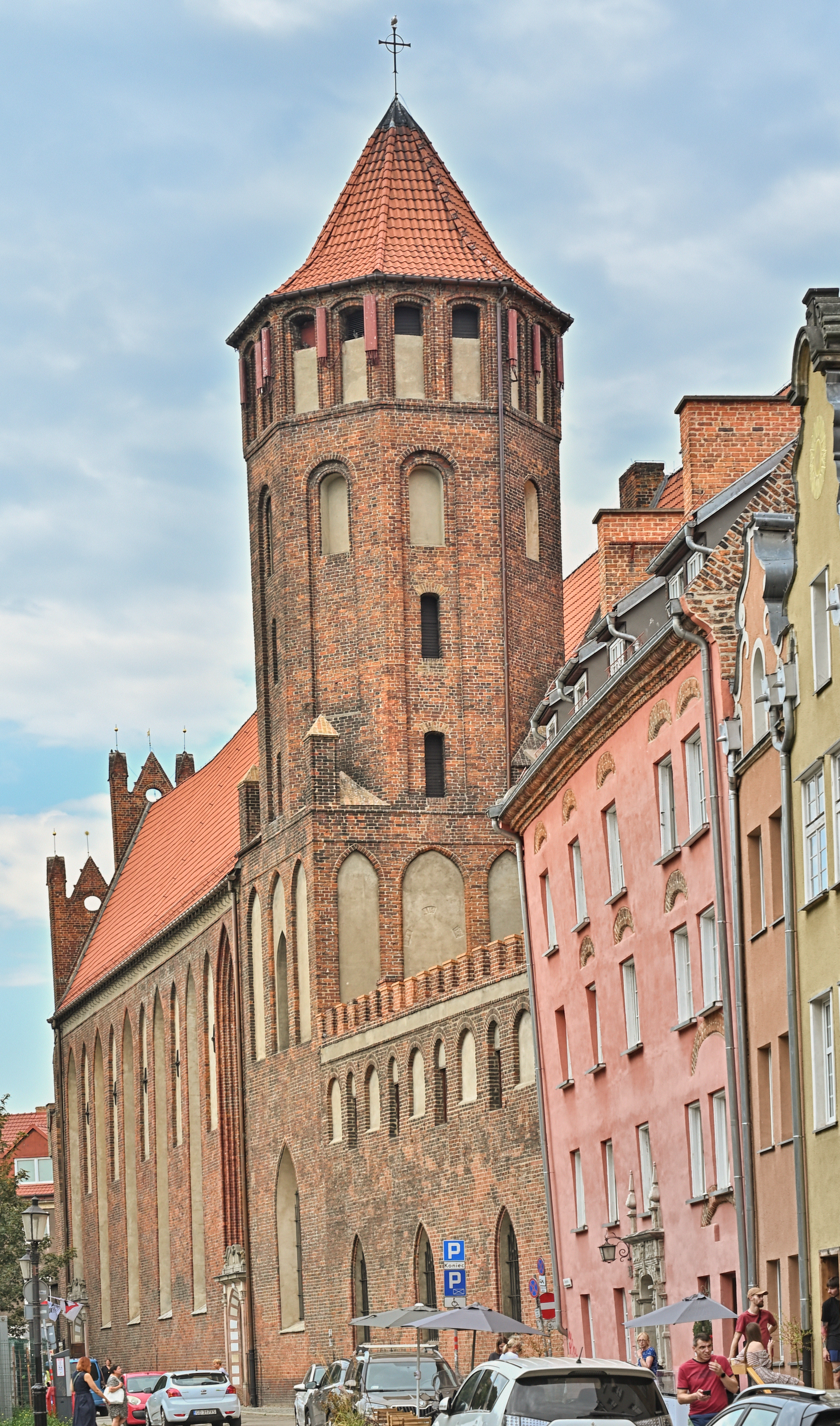
Iglesia de San Nicolás
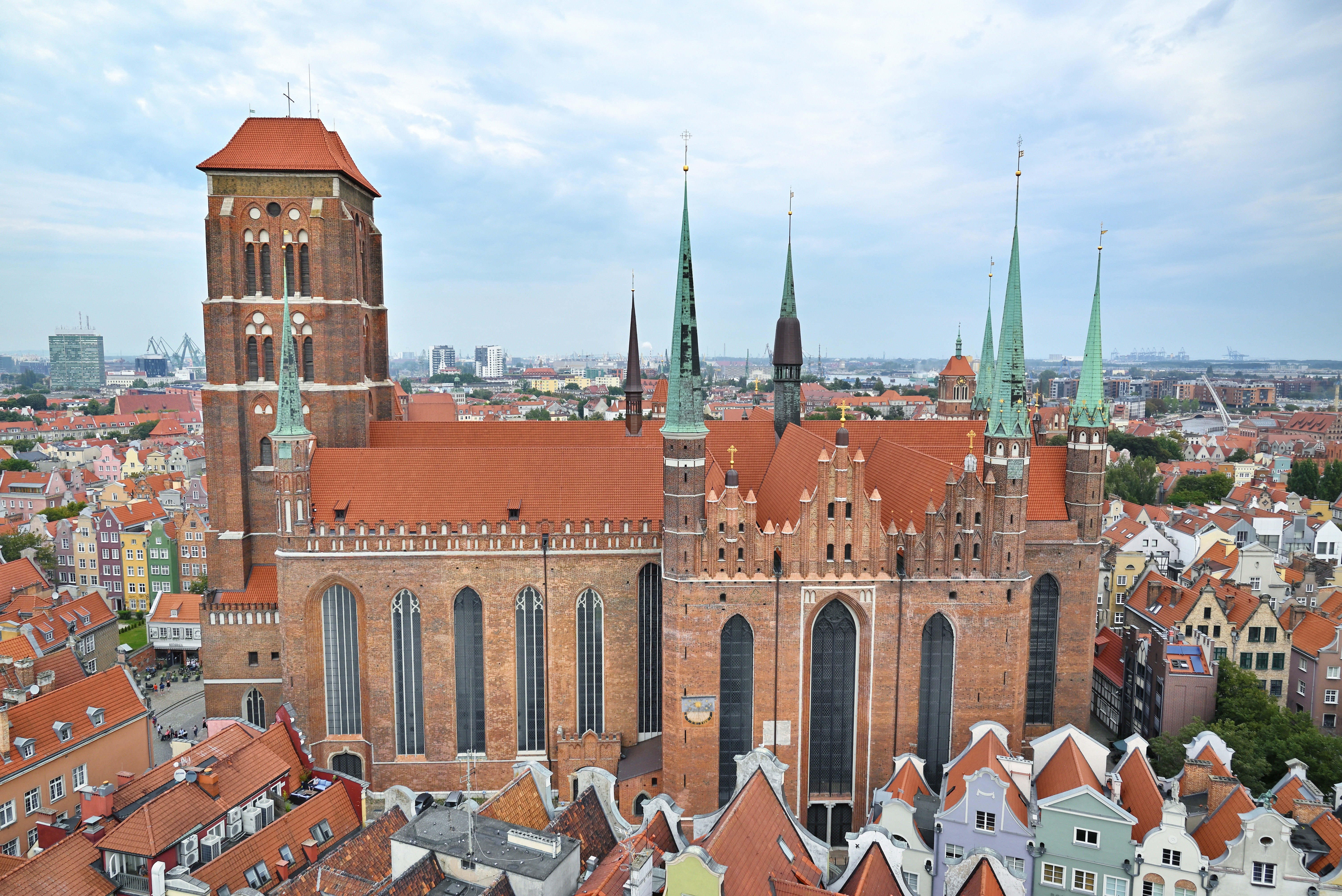
Basílica de Santa María
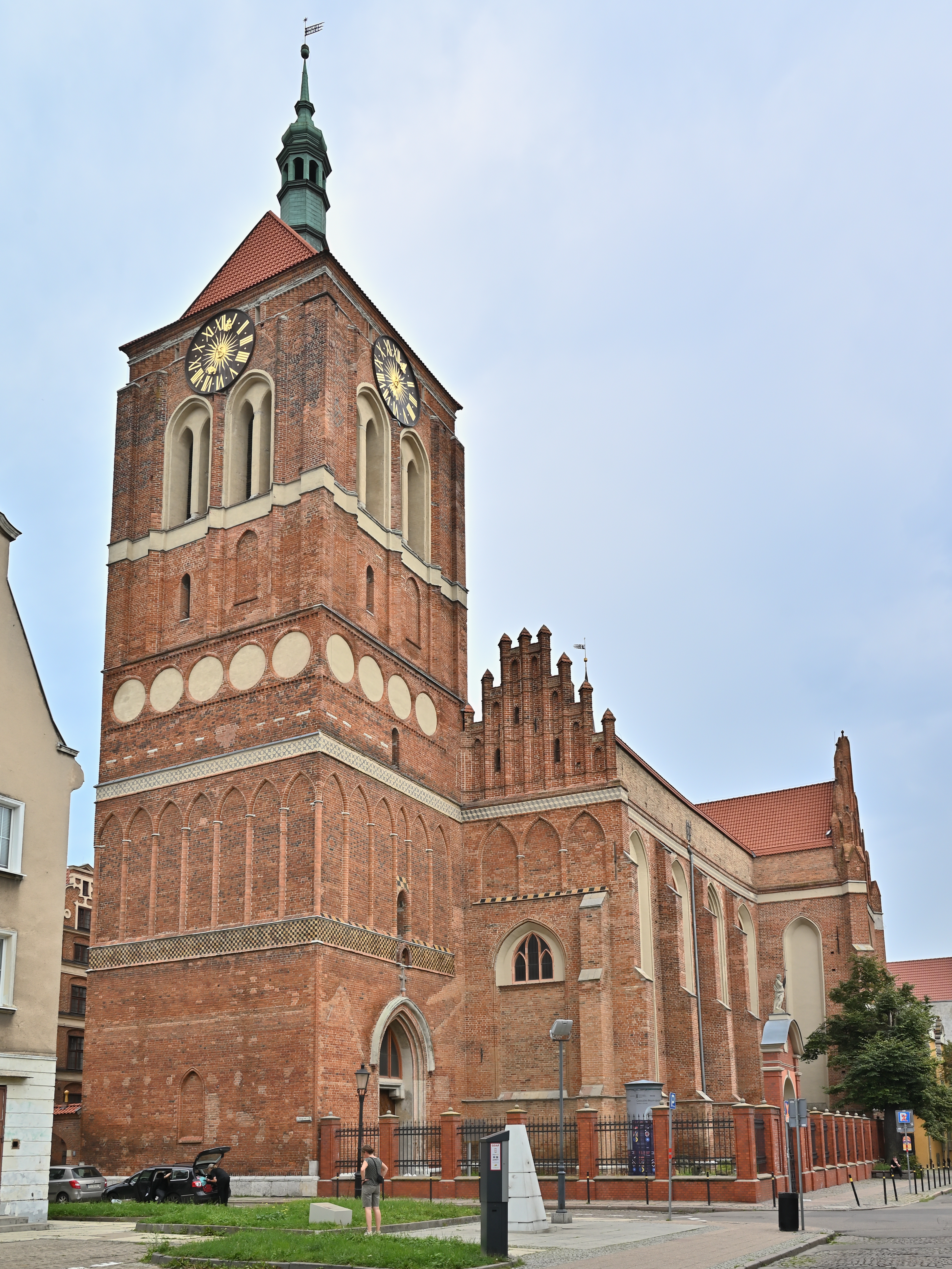
Iglesia de San Juan
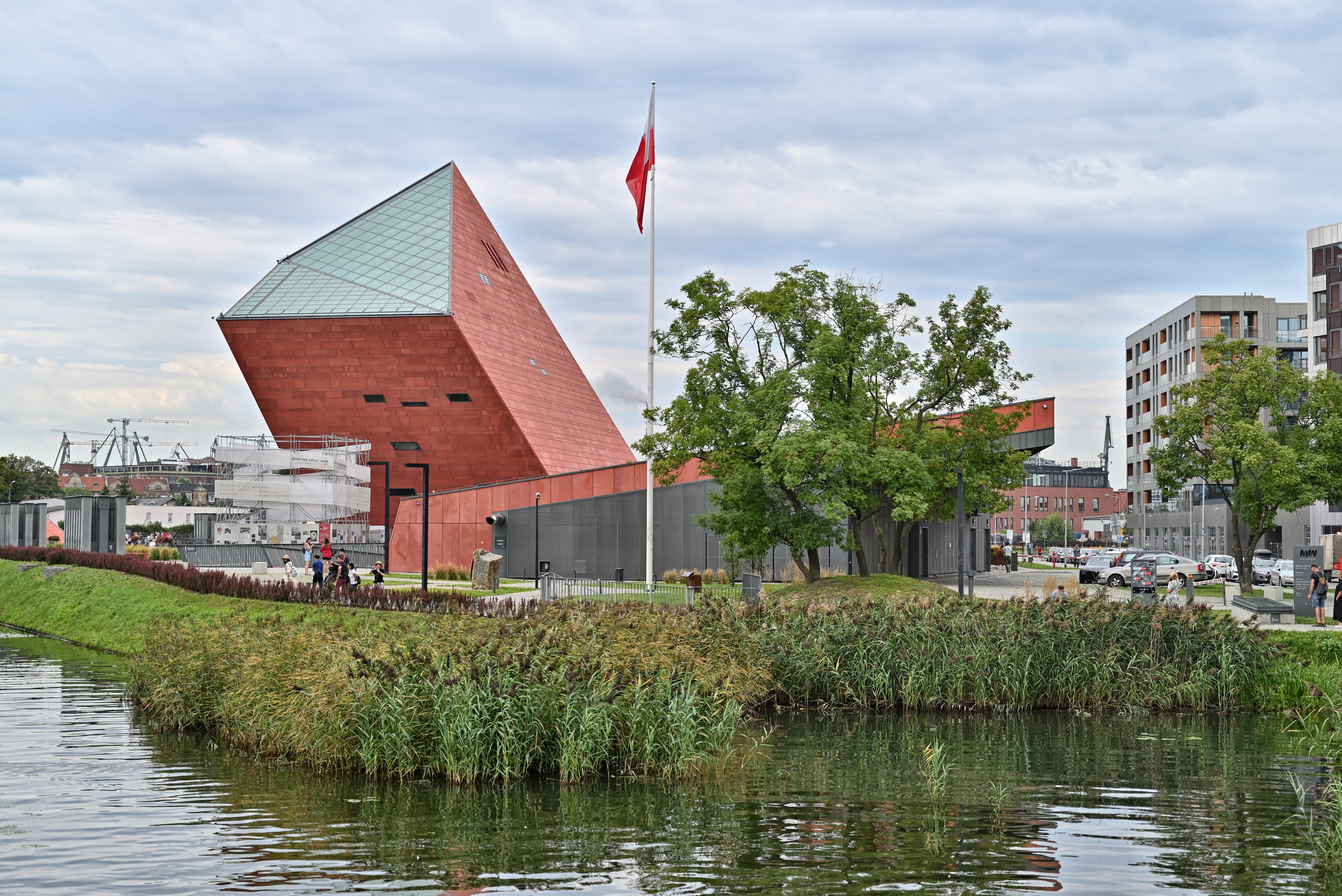
Museo de la Segunda Guerra Mundial